# Čengdu J-20
Čengdu J-20 (poenostavljeno kitajsko: 歼-20; tradicionalno kitajsko: 殲-20; pinjin: Jiān èr shí) je kitajski lovec pete generacije. Lovec uporablja tehnologijo majhne radarske opaznosti - stealth. Letalo je razvilo podjetje Čengdu za Kitajske letalske sile. Prvič je poletel 11. januarja 2011. V uporabo je vstopil marca 2017.
Kitajske letalske sile (PLAAF) so dale programu oznako "Projekt 718". Glavni konstruktor je Jang Vei, ki je bil tudi glavni načrtovalec CAC/PAC JF-17 Thunder.
Letalo nosi orožje v notranjosti trupa, kot ameriški F-22. Orožje nameščeno na podkrilnih nosilcih je namreč zelo opazno na radarju. Kitajski voditelji trdijo, da je J-20 boljše letalo kot Suhoj Su-57.
Leta 2011 je BBC objavil, da je J-20 uporabil tehnologijo iz F-117, ki je bil sestreljen v Srbiji. Sicer naj bi bila tehnologija bazirana na F-117, desetletja za letalom F-22, ki uporablja sodobno ameriško tehnologijo.
Kitajski testni pilot Šu Jongling je izjavil, da je J-20 plod domače kitajske tehnologije. Nekateri viri poročajo o kitajskem vohunstvu na programih B-2, F-22 in F-35. J-20 je sprva poganjal ruski motor Saturn AL-31, s septembrom 2019 pa ga je nadomestil kitajski motor WS-10.
J-20 naj bi uporabljal AESA radar. 

## Dizajn
J-20 ima dolg in širok trup, z dvema nagnjenima vertikalnima repoma, podobno kot F-22 in Su-57. Za razliko od slednjih J-20 uporablja kanarde. Krilo je konfiguracije diamant. Izpuh motorjev je konvencionalno okrogel.

## Tehnične specifikacije
(okvirne specifikacije)
- Posadka: 1 (pilot)
- Dolžina: 20,3 m (66 ft 7 in)
- Razpon kril: 12,88 m (42 ft 3 in)
- Višina: 4,45 m (14 ft 7 in)
- Površina kril: 73 m2 (790 sq ft)
- Maks. vzletna teža: 36 288 kg (80 001 lb)